# Annett Günther

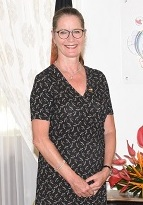
Annett Günther (2022)

Annett I. Günther (* 18. August 1963 in Gera) ist eine deutsche Diplomatin. Seit 2022 ist sie Botschafterin der Bundesrepublik Deutschland in Nigeria und leitet als solche die Botschaft Abuja.

## Leben
Günther studierte von 1982 bis 1987 Anglistik und Iranistik an der Humboldt-Universität zu Berlin. 1985/86 verbrachte sie an der Tadschikischen Nationaluniversität in Duschanbe. Von 1987 bis 1991 war Günther Wissenschaftliche Assistentin an der Humboldt-Universität zu Berlin. Von Januar bis Juli 1990 arbeitete sie als Dolmetscherin an der Außenhandelsvertretung in Teheran. Günther ist verheiratet und hat zwei Töchter.

## Laufbahn
Von 1991 bis 1993 trat Günther in den Auswärtiger Dienst ein und absolvierte den Vorbereitungsdienst für den höheren Dienst. Nach dem Ende ihrer Attachéausbildung in Bonn-Ippendorf war sie 1993/94 in der Kulturabteilung des Auswärtigen Amts beschäftigt. Ihre ersten Auslandsposten führten sie von 1994 bis 1997 an die deutsche Botschaft in Wellington (Neuseeland) und von 1997 bis 2001 an die deutsche Botschaft in Taschkent (Usbekistan). Von 2001 bis 2004 arbeitete Günther im Sonderstab Afghanistan im Auswärtigen Amt in Berlin. 2003 war sie politische Beraterin des Kommandeurs der ISAF-Truppen in Kabul. Von 2004 bis 2006 war Günther an die Bundesakademie für Sicherheitspolitik in Berlin abgeordnet. 2006/2007 war sie in der Politischen Abteilung und 2007/2008 erneut in der Kulturabteilung des Auswärtigen Amts tätig. Von 2008 bis 2010 gehörte sie als freigestelltes Mitglied dem Personalratsvorstand des Auswärtigen Amts an.
Von 2010 bis 2013 war Günther deutsche Botschafterin in Botswana und damit Nachfolgerin von Ulf Hanel, der zuvor in den Ruhestand getreten war. Ihr folgte Rolf Ulrich. Von 2015 bis 2017 war sie Beauftragte für Humanitäre Hilfe und anschließend bis 2018 Beauftragte für Flucht und Migration des Auswärtigen Amtes. Ab September war sie 2018 Botschafterin in Kenia und wechselte im Jahr 2022 als Botschafterin nach Abuja/Nigeria.